# Maasin (Leyte Meridionale)
Maasin è una città componente delle Filippine, capoluogo della provincia di Leyte Meridionale, nella regione di Visayas Orientale.
Maasin è formata da 70 barangay:
- Abgao (Pob.)
- Acasia
- Asuncion
- Bactul I
- Bactul II
- Badiang
- Bagtican
- Basak
- Bato I
- Bato II
- Batuan
- Baugo
- Bilibol
- Bogo
- Cabadiangan
- Cabulihan
- Cagnituan
- Cambooc
- Cansirong
- Canturing
- Canyuom
- Combado
- Dongon
- Gawisan

- Guadalupe
- Hanginan
- Hantag
- Hinapu Daku
- Hinapu Gamay
- Ibarra
- Isagani
- Laboon
- Lanao
- Lib-og
- Libertad
- Libhu
- Lonoy
- Lunas
- Mahayahay
- Malapoc Norte
- Malapoc Sur
- Mambajao (Pob.)
- Manhilo
- Mantahan (Pob.)
- Maria Clara
- Matin-ao
- Nasaug

- Nati
- Nonok Norte
- Nonok Sur
- Panan-awan
- Pansaan
- Pasay
- Pinascohan
- Rizal
- San Agustin
- San Isidro
- San Jose
- San Rafael
- Santa Cruz
- Santa Rosa
- Santo Niño
- Santo Rosario
- Soro-soro
- Tagnipa (Pob.)
- Tam-is
- Tawid
- Tigbawan
- Tomoy-tomoy
- Tunga-tunga (Pob.)